# 2021 în literatură
- 2020 în literatură — 2021 în literatură — 2022 în literatură

2021 în literatură implică o serie de evenimente:

## Cărți noi

### Ficțiune (autori străini)
| Autor                | Titlu                                                    | Data publicării              | Referințe |
| -------------------- | -------------------------------------------------------- | ---------------------------- | --------- |
| Anuk Arudpragasam    | A Passage North                                          | Format:Date table sorting    | [ 1 ]     |
| Claire Fuller        | Unsettled Ground                                         | Format:Date table sorting    | [ 2 ]     |
| Damon Galgut         | The Promise                                              | Format:Date table sorting    | [ 3 ]     |
| Lauren Groff         | Matrix                                                   | Format:Date table sorting    | [ 4 ]     |
| Jakob Guanzon        | Abundance                                                | Format:Date table sorting    | [ 5 ]     |
| Nathan Harris        | The Sweetness of Water                                   | Format:Date table sorting    | [ 6 ]     |
| Kazuo Ishiguro       | Klara and the Sun                                        | Format:Date table sorting    | [ 7 ]     |
| Caroline Kepnes      | You Love Me                                              | Format:Date table sorting    | [ 8 ]     |
| Stephen King         | Billy Summers                                            | Format:Date table sorting    | [ 9 ]     |
| Stephen King         | Later                                                    | Format:Date table sorting    | [ 10 ]    |
| John le Carré        | Silverview                                               | Format:Date table sorting 12 | [ 11 ]    |
| Patricia Lockwood    | No One Is Talking About This                             | Format:Date table sorting    | [ 12 ]    |
| Nadifa Mohamed       | The Fortune Men                                          | Format:Date table sorting    | [ 13 ]    |
| Caleb Azumah Nelson  | Open Water                                               | Format:Date table sorting    | [ 14 ]    |
| Viet Thanh Nguyen    | The Committed                                            | Format:Date table sorting    | [ 15 ]    |
| Anna North           | Outlawed                                                 | Format:Date table sorting    | [ 16 ]    |
| Nnedi Okorafor       | Remote Control                                           | Format:Date table sorting    | [ 17 ]    |
| Helen Oyeyemi        | Peaces                                                   | Format:Date table sorting    | [ 18 ]    |
| Lauren Oyler         | Fake Accounts                                            | Format:Date table sorting    | [ 19 ]    |
| Lindsay Pereira      | Gods and Ends                                            | Format:Date table sorting    | [ 20 ]    |
| Richard Powers       | Bewilderment                                             | Format:Date table sorting    | [ 21 ]    |
| Sally Rooney         | Beautiful World, Where Are You                           | Format:Date table sorting    | [ 22 ]    |
| Mohamed Mbougar Sarr | La plus secrète mémoire des hommes                       | Format:Date table sorting    | [ 23 ]    |
| Maggie Shipstead     | Great Circle                                             | Format:Date table sorting    | [ 24 ]    |
| Michael Farris Smith | Nick                                                     | Format:Date table sorting    | [ 25 ]    |
| Wole Soyinka         | Chronicles from the Land of the Happiest People on Earth | Format:Date table sorting    | [ 26 ]    |
| Francis Spufford     | Light Perpetual                                          | Format:Date table sorting    | [ 27 ]    |
| Elizabeth Strout     | Oh William!                                              | Format:Date table sorting    | [ 1 ]     |
| Colson Whitehead     | Harlem Shuffle                                           | Format:Date table sorting    | [ 28 ]    |

### Poezie (autori străini)
- Amanda Gorman – The Hill We Climb: Poems (March 30, US)
- Hannah Lowe – The Kids (September 16, UK)[2]

## Premii literare
- Premii UNITER
- Medalia Premiului NobelPremiul Nobel pentru Literatură — Abdulrazak Gurnah ( Regatul Unit)
- Norvegia - Premiul pentru literatură al Colecției Lingvistice — Încă nu s-a acordat